# Gladegraben
Der Gladegraben ist ein rechtsseitiger Nebenfluss der Parthe in Sachsen. Er entwässert ein Einzugsgebiet von 15,1 km² und ist etwa 7,6 Kilometer lang.

## Verlauf
Der Gladegraben entspringt im Osten des Parthensteiner Gemeindeteiles Grethen nahe der Grenze zu Grimma. Er fließt bis zu seiner Mündung in nordwestlicher Richtung und speist im Norden von Grethen den Großen und den Kleinen Kirchenteich. Anschließend fließt der Gladegraben stark begradigt südlich an Großsteinberg vorbei, unterquert die Staatsstraße S 49 und mündet schließlich zwischen Naunhof und dessen Ortsteil Lindhardt in die Parthe.